# Potez X

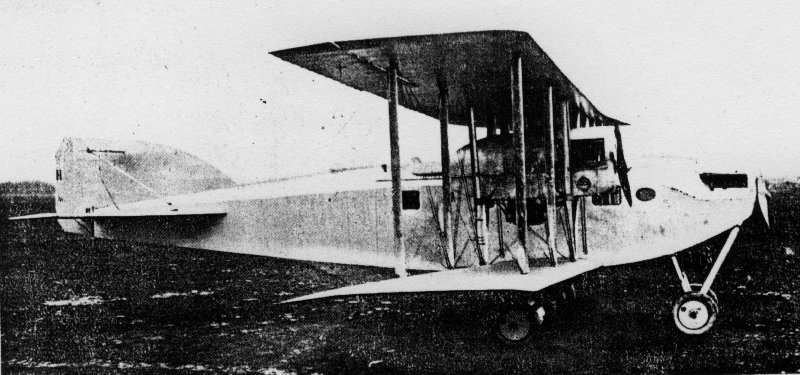
Potez X

Le Potez X est un biplan trimoteur de transport français conçu en 1921.

## Historique
Le Potez X est construit par la société des Aéroplanes Henry Potez en réponse aux Farman F.60 Goliath et Caudron C.61. Il est dérivé en trois versions, le X A de transport, Le X B colonial et le X C de bombardement.

La structure de l'avion est métallique et entoilée à l'exception de la cabine passagers, à ossature en bois et revêtement en contreplaqué. Le poste de pilotage est à l'air libre et à l'arrière du fuselage. Le train d'atterrissage de la version X A possède 6 roues et celui des versions X B et X C 4 roues et une béquille. Les ailes ont une structure en duraluminium, un haubanage en câbles d'acier et leurs extrémités se replient. Chaque moteur possède un réservoir.  Les versions X A et X C présentent trois dérives et la version X B une seule.

Le premier vol du Potez X A a lieu à la fin de 1921 ou au début de 1922. Il est présenté à la 7e exposition internationale de Paris, du 12 au 27 novembre 1921. Les deux autres versions sont construites en 1923. Les trois prototypes ne donnent lieu à aucune production en série.

## Caractéristiques

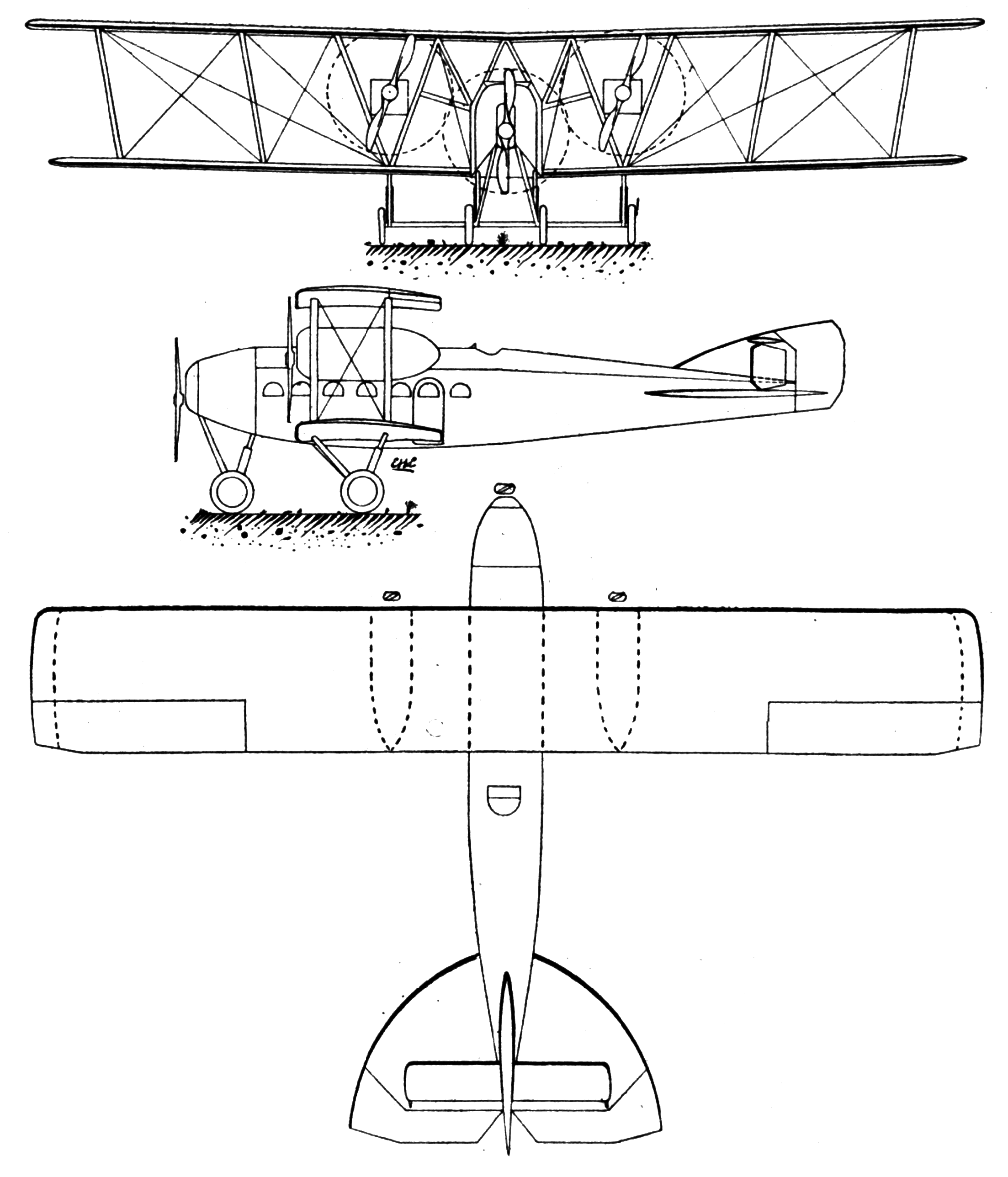
Potez X

| Caractéristiques                  | X A               | X B               | X C                    |
| --------------------------------- | ----------------- | ----------------- | ---------------------- |
| Type                              | transport         | colonial          | bombardier             |
| Statut                            | retiré du service | retiré du service | retiré du service      |
| Nombre de places                  | 11                |                   |                        |
| Motorisation                      |                   |                   |                        |
| Type                              | Hispano-Suiza Aa  | Hispano-Suiza Fb  | Lorraine-Dietrich 8 Bd |
| Puissance                         | 3 × 180 ch        | 3 × 300 ch        | 3 × 270 ch             |
| Réservoir                         | 3 × 250 l         | 3 × 250 l         | 3 × 250 l              |
| Dimensions                        |                   |                   |                        |
| Envergure                         | 17,60 m           | 18,40 m           | 18,40 m                |
| Envergure ailes repliées          | 12 m              | 12 m              | 12 m                   |
| Longueur                          | 12,95 m           | 13,00 m           | 13,00 m                |
| Hauteur                           | 4,15 m            | 4,155 m           |                        |
| Surface alaire                    | 95 m2             | 110 m2            | 94 m2                  |
| Masse                             |                   |                   |                        |
| Masse à vide                      | 2 300 kg          | 2 800 kg          | 1 800 kg               |
| Charge utile                      | 1 400 kg          | 1 250 kg          |                        |
| Masse en charge                   | 3 700 kg          | 4 480 kg          | 3 090 kg               |
| Vitesse de croisière              | 140 km/h          |                   | 160 km/h               |
| Vitesse maximale au niveau du sol | 165 km/h          | 200 km/h          |                        |
| Plafond                           | 5 500 m           | 6 500 m           |                        |
| Rayon d'action                    | 840 km            |                   |                        |

## Variantes
- Le Potez X B est transformé en Potez XVIII.
- Le Potez X C est transformé en Potez XIX Bn 2.

## Utilisateurs
- France : Potez, 3 prototypes :
  - X A, numéro constructeur : 172 ;
  - X B, numéro constructeur : 176 ;
  - X C, numéro constructeur : 175.